# Dżubb ad-Dam (Al-Bab)
Dżubb ad-Dam (arab. جب الدم) – wieś w Syrii, w muhafazie Aleppo. W 2004 roku liczyła 1550 mieszkańców.